# Silnice II/161
Silnice II/161 je komunikací II. třídy v Jihočeském kraji, v okrese Český Krumlov.
Propojuje mezi sebou silnici II/163 ve městě Vyšší Brod s Vyšebrodským průsmykem a s hraničním přechodem Studánky / Weigetschlag do Rakouska.
Její celková délka je zhruba 6,7 km. Počátek silnice je ve výšce cca 573 m n. m., a pozvolna vystoupá až na 752 m n. m. na hraničním přechodu.
Přímo na trase je čerpací stanice na jižním okraji obce Studánky.

## Popis trasy
| km  | Místo      | Popis                                                                                  |
| --- | ---------- | -------------------------------------------------------------------------------------- |
| 0   | Vyšší Brod | začátek II/161 na Náměstí výjezdem ze silnice II/163 směrem na jih                     |
| 0,3 | Vyšší Brod | vpravo odbočka na III/1611 směrem na Mnichovice                                        |
| 3,4 | Studánky   | vlevo odbočka na III/16011 směrem na Dolní Drkolná                                     |
| 3,8 | Studánky   | vpravo čerpací stanice                                                                 |
| 5   | Studánky   | vpravo Blue Casino                                                                     |
| 6,7 | Studánky   | konec II/161, hraniční přechod Studánky / Weigetschlag, v Rakousku Zemská silnice B126 |

Vzdálenosti uvedené v tabulce jsou přibližné.